# Turfmarkt (Haarlem)

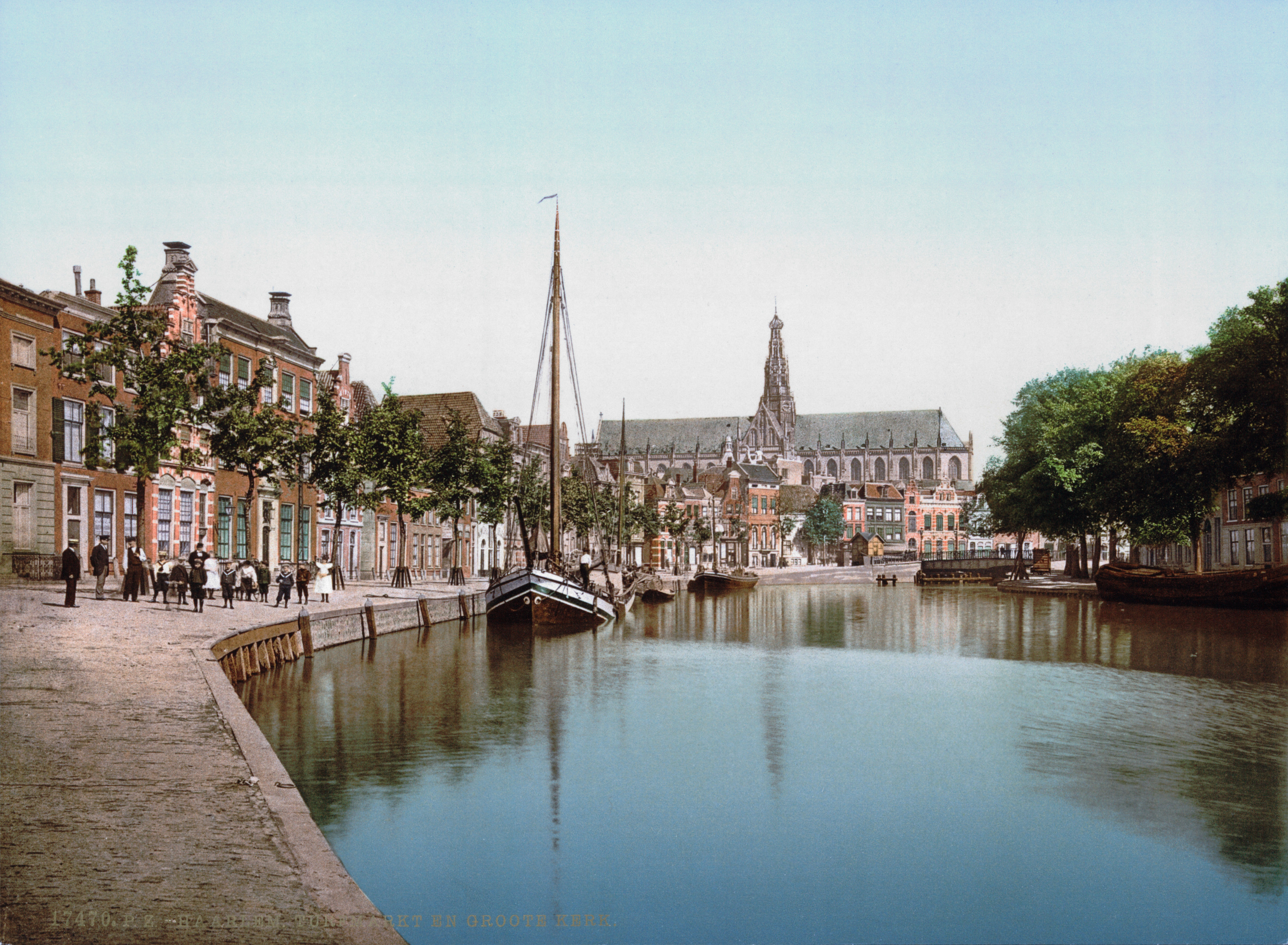
De Turfmarkt rond 1900

De Turfmarkt is een straat in de Noord-Hollandse plaats Haarlem. De straat is gelegen in de Heiliglanden in het stadsdeel Haarlem-Centrum. De straat vormt de kade van de rivier het Spaarne. De straat ligt in het verlengde van de straat die ook het Spaarne heet en loopt vanaf de Gedempte Oude Gracht naar de Kampervest en de Eendjesbrug, die is vernoemd naar de Eendjespoort die daar stond.

## Geschiedenis
De Turfmarkt zou vanaf de middeleeuwen in gebruik zijn als de plek waar schepen vanuit veengebieden met turf afmeerden en hun lading losten. Vervolgens werd hier de turf, dat destijds de voornaamste brandstof was, verhandeld. Eind 19e eeuw nam de handel in turf af door de opkomst van stadsgas, kolen en later elektriciteit. Er werd toen tot in de loop van de 20e eeuw gehandeld in steenkool, groente en bloembollen toen begon de tram, bus en auto de markt te verdringen.
In de periode 1899-1929 reed er een ceintuurbaan, onderdeel van de Haarlemse tram via de Turfmarkt. Deze tramlijn was de eerste elektrische, van bovenleiding voorziene stadstramlijn in Nederland. In 1929 werd het oostelijke traject van de lijn opgeheven vanwege te veel concurrentie met lijn 1 die via onder andere via de Grote Houtstraat liep. Aan de Turfmarkt bevindt zich echter nog altijd een bushalte deze wordt bediend door de stadsbuslijnen 2, 3 en 73.
De straat kent door een reconstructie begin 21e eeuw een brede stoep, waardoor de straat aan doet als een langgerekt plein. Aan de Turfmarkt bevinden zich een klein aantal winkels en paar horecagelegenheden.